# Carlos Montemayor
Carlos Montemayor (13 de junho de 1947 - 28 de fevereiro de 2010) foi um escritor, ensaísta e crítico literário mexicano.
Montemayor morreu de câncer de estômago em fevereiro de 2010.